# Phytolaccaceae
Phytolaccaceae es una familia de fanerógamas del orden Caryophyllales. Comprende cerca de dieciocho géneros, totalizando una centena de especies, ampliamente distribuidas, especialmente en las regiones tropicales y subtropicales de América.

## Descripción
Son árboles, arbustos o hierbas, anuales o perennes, a veces volubles o escandentes, glabras o casi glabras; plantas hermafroditas o dioicas. Hojas alternas, simples, enteras, mayormente mucronadas; pecioladas, estípulas pequeñas o ausentes. Inflorescencias espigas, racimos o panículas terminales, extraaxilares o axilares, brácteas presentes o ausentes, flores actinomorfas; sépalos 4–5, libres o unidos en la base, imbricados, generalmente persistentes; pétalos (o estaminodios) ausentes o 5, libres, imbricados; estambres igual en número a las partes del perianto o más numerosos, 4–28, filamentos libres o connados en la base, anteras 2-loculares, dehiscencia longitudinal; ovario súpero o subínfero, con 1–16 carpelos separados a connados, 1–16 locular, cada carpelo con un óvulo basal, estigmas casi siempre iguales en número a los carpelos, capitados, penicilados o inconspicuos, sésiles o sostenidos en un estilo corto. Frutos bayas, cápsulas, drupas, utrículos, aquenios o sámaras; semillas a veces ariladas (stegnosperma).

## Géneros
| - Agdestis - Anisomeria - Ercilla - Gallesia - Hilleria | - Ledenbergia - Microtea - Monococcus - Nowickea - Petiveria | - Phytolacca - Rivina - Schindleria - Seguieria - Trichostigma |

## Nueva división
| Subfamilia Phytolaccoideae - Anisomeria - Ercilla - Nowickea - Phytolacca L. Subfamilia Rivinioideae - Gallesia - Hilleria - Ledenbergia - Monococcus - Petiveria - Rivina L. | - Schindleria - Seguieria - Trichostigma Subfamilia Microteoideae - Microtea - Lophiocarpus Subfamilia Agdestioideae - Agdestis Incertae sedis - Gisekia |

## Anteriormente se encontraban aquí
- Barbeuia, ahora en la familia Barbeuiaceae.
- Gisekia en su propia familia, Gisekiaceae.
- Gyrostemon, ahora en Gyrostemonaceae.
- Stegnosperma, ahora en Stegnospermataceae.

## Sinonimia
Agdestidaceae, Barbeuiaceae, Gisekiaceae, Hilleriaceae, Petiveriaceae, Riviniaceae, Sarcocaceae.